# Långstjärtad skräddarfågel
Långstjärtad skräddarfågel (Orthotomus sutorius) är en vanlig och vida spridd asiatisk fågel i familjen cistikolor inom ordningen tättingar.

## Utseende och läten
Långstjärtad skräddarfågel är en 10–14 cm lång grå och grön fågel med en rätt lång och ljus, något nedåtböjd näbb och en lång och spetsig stjärt som den ofta håller rest. Ovansidan är olivgrön med rostrött på främre delen av hjässan. Undersidan är beigevit med en mörk fläck på strupsidan. Hane i häckningsdräkt har en extra lång stjärt med cirka fem cm förlängda centrala stjärtfjädrar.

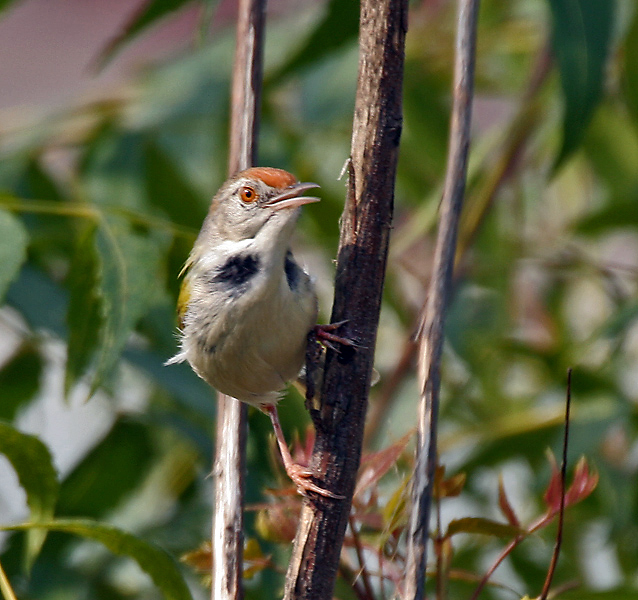
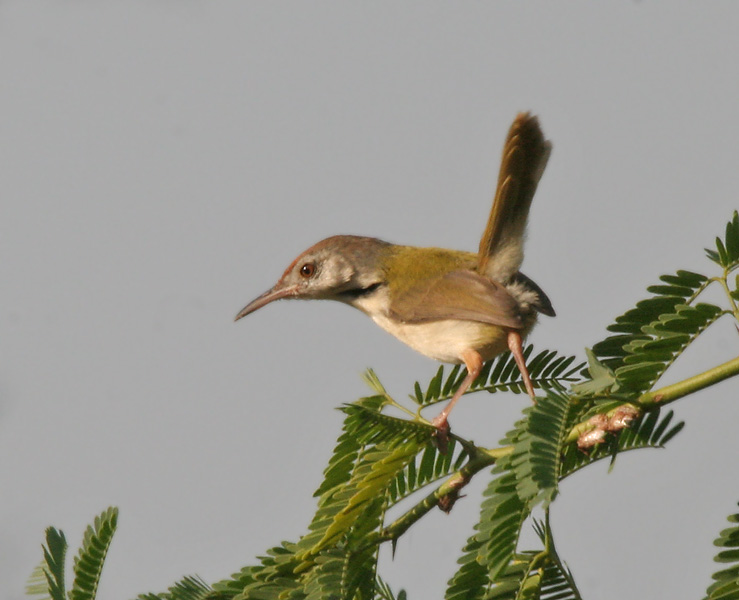
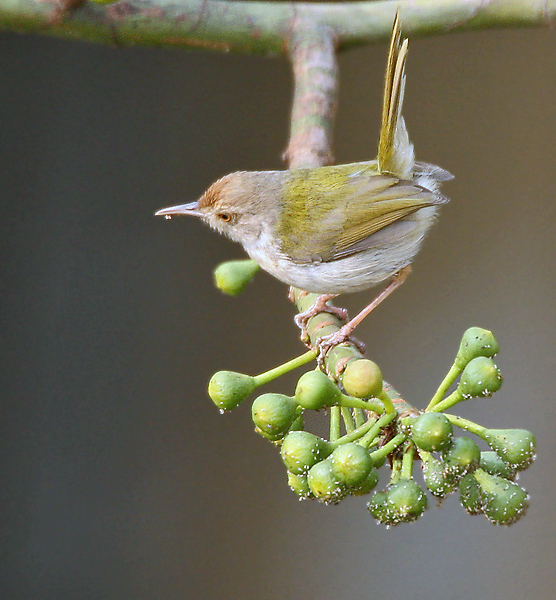

### Läten
Denna art är en mycket ljudlig fågel som hörs under hela dagen. Lätet är ett bekant "towit...towit", medan sången är en snabbversion av en variant av locklätet, "chuvee...chuvee...chuvee...", upprepat i upp till hela sju minuter i sträck.
- Långstjärtade skräddarfågelns läte.

## Utbredning och systematik
Långstjärtad skräddarfågel delas in i nio underarter med följande utbredning:
- Orthotomus sutorius guzuratus – Pakistan och indiska halvön
- Orthotomus sutorius patia – terai i Nepals till nordöstra Indien och Myanmar
- Orthotomus sutorius luteus – nordöstra Indien (nordöstra Assam) till norra Myanmar
- Orthotomus sutorius sutorius – slätter och vid foten av bergssluttningar på Sri Lanka
- Orthotomus sutorius fernandonis – centrala höglandet på Sri Lanka
- Orthotomus sutorius inexpectatus – östra Myanmar, Laos, Yunnan och norra Thailand
- Orthotomus sutorius longicauda – sydöstra Kina, Hainan och nordöstra Indokina
- Orthotomus sutorius maculicollis – sydöstra Myanmar till södra Malackahalvön och södra Indokina
- Orthotomus sutorius edela – Java

Genetiska studier visar att dess närmaste släkting är brunpannad skräddarfågel (Orthotomus frontalis).

### Familjetillhörighet
Cistikolorna behandlades tidigare som en del av den stora familjen sångare (Sylviidae). Genetiska studier har dock visat att sångarna inte är varandras närmaste släktingar. Istället är de en del av en klad som även omfattar timalior, lärkor, bulbyler, stjärtmesar och svalor. Idag delas därför Sylviidae upp i ett antal familjer, däribland Cisticolidae.

## Levnadssätt
Långstjärtad skräddarfågel hittas i alla typer av buskmarker, alltifrån skogsbryn till trädgårdar och mangroveträsk. Den ses vanligen enstaka eller i par där den födosöker obemärkt, mestadels lågt ner, efter nektar och ryggradslösa djur. Boet är anmärkningsvärt, bestående av två löv som fågeln syr ihop, därav namnet.

## Status och hot
Arten har ett stort utbredningsområde och en stor population med stabil utveckling och tros inte vara utsatt för något substantiellt hot. Utifrån dessa kriterier kategoriserar internationella naturvårdsunionen IUCN arten som livskraftig (LC). Världspopulationen har inte uppskattats men den beskrivs som vanlig.